# José Antonio Múñoz Sánchez (1806-1858)
José Antonio Muñoz y Sánchez (Tarancón, 11 de junio de 1806- íb. 17 de agosto de 1858), II conde de Retamoso, fue un noble español conocido por ser el hermano mayor de Fernando Muñoz, segundo marido de María Cristina de Borbón, viuda de Fernando VII de España y reina gobernadora en nombre de Isabel II.

## Biografía
Fue el hijo primogénito de Juan Antonio Muñoz y Funes y de su esposa Eusebia Sánchez y Ortega. Tuvo otros hermanos y hermanas: 
- Agustín Fernando Muñoz y Sánchez, casado con María Cristina de Borbón-Dos Sicilias, reina gobernadora de España
- Gregorio Juan Muñoz y Sánchez, jesuita y después diplomático, caballero de la Orden de Santiago, gran cruz de la Orden de Isabel la Católica y encargado de negocios de Isabel II en Venezuela
- Jesús Muñoz y Sánchez, II marqués consorte de Remisa, caballero profeso de la Orden de Calatrava, oficial de la Legión de Honor, gentilhombre de cámara con ejercicio y senador del Reino
- Anastasia Muñoz y Sánchez, muerta en la infancia
- Juliana Muñoz y Sánchez, ídem
- Alejandra Muñoz y Sánchez, casada con el general José Fulgosio y Villavicencio

El inicio de su carrera lo supuso el matrimonio de su hermano Fernando, por entonces guardia de corps con la viuda de Fernando VII, María Cristina de Borbón. El matrimonio se produjo a finales de 1833 y supuso la entrada en el entorno de la reina del grupo conocido modernamente como el Clan de Tarancón. Como consecuencia de este matrimonio fue nombrado por su cuñada, administrador del Real Sitio de Aranjuez, cargo que desempeñaría hasta 1837. Posteriormente sería nombrado contador de la Real Casa
Murió el 17 de agosto de 1858 en Tarancón.

## Matrimonio y descendencia
Tuvo varios hijos de su matrimonio con su prima Anastasia Josefa Domínguez y Muñoz: 
- Pascual Muñoz y Domínguez, III conde de Retamoso, caballero de la Orden de San Juan, casado con Josefa García-Luz y Casado de Torres, con descendencia
- Lino Muñoz y Domínguez, ídem y agregado a la Embajada de España en Roma
- Luis Muñoz y Domínguez
- Joaquina Muñoz y Domínguez, casada con Joaquín Fontán, diputado y bibliotecario segundo de la Real Casa
- Patricia Muñoz y Domínguez, casada con Alfonso Chico de Guzmán y Belmonte, caballero de la Orden de Santiago y abogado, padres de: 
  - Cristina Chico de Guzmán y Muñoz, casada con Luis Pidal y Mon, II marqués de Pidal, con descendencia
- Adelina Muñoz y Domínguez[1]

## Títulos, órdenes y cargos

### Títulos
- II conde de Retamoso[2]

### Órdenes
- Orden de Carlos III ( España)
  - Caballero pensionado (16 de enero de 1838)
  - Gran cruz (1845)[3]
- Orden de Isabel la Católica ( España)
  - Caballero
- Orden de la Legión de Honor ( Francia)
  - Oficial

### Cargos
- Senador del Reino (1851-1858)
- Gentilhombre de cámara con ejercicio de la reina
- Contador de la Real Casa (1837-1858)
- Apoderado de la infanta Luisa Fernanda
- Administrador del Real Cortijo de San Isidro en el Heredamiento de Aranjuez (1834-1837)

### Individuales
1. ↑  «Real decreto nombrando Senadores del Reino á los individuos que se designan». Gaceta de Madrid (6317). 30 de octubre de 1851. p. 4.
2. ↑  «Resúmen de Reales decretos concediendo varias gracias y empleos á los individuos que en el mismo se contienen.». Gaceta de Madrid (5506). 10 de octubre de 1849. p. 1.
3. ↑  «Expediente de pruebas del caballero de la orden de Carlos III, José Antonio Muñoz y Sánchez Funes y Ortega, natural de Tarancón, Contador de la Real Casa y Patrimonio de Su Majestad; caballero de número.». Portal de Archivos Españoles. 1845.